# Live at the Fillmore (Derek and the Dominos)
Live at the Fillmore è il quarto album (il secondo live) del gruppo Derek and the Dominos, pubblicato nel 1994. L'album non è altro che una riedizione doppia del precedente disco live, In concert del 1973, con l'aggiunta di tracce bonus registrate al Fillmore East di New York.

## Tracce

### Disco 1
1. Got To Get Better in a Little While - 13:52 - (Eric Clapton)
2. Why Does Love Got To Be So Sad? - 14:49 - (Eric Clapton / Bobby Whitlock)
3. Key to the Highway - 6:25 - (Charles Segar / Big Bill Broonzy)
4. Blues Power - 10:31 - (Eric Clapton/Leon Russell)
5. Have You Ever Loved a Woman - 8:16 - (Billy Myles Cover)
6. Bottle of Red Wine - 5:34 - (Eric Clapton / Bonnie Bramlett)

### Disco 2
1. Tell the Truth - 11:04 - (Eric Clapton / Bobby Whitlock)
2. Nobody Knows You When You're Down and Out - 5:33 - (Jimmie Cox)
3. Roll It Over - 6:40 - (Eric Clapton / Bobby Whitlock)
4. Presence of The Lord - 6:16 - (Eric Clapton)
5. Little Wing - 6:13 - (Jimi Hendrix)
6. Let It Rain - 18:19 - (Eric Clapton / Bonnie Bramlett)
7. Crossroads - 8:29 - (Robert Johnson, arrangiamenti di Eric Clapton)

### Formazione
- Eric Clapton chitarrista e cantante
- Bobby Whitlock tastierista
- Carl Radle bassista
- James Beck "Jim" Gordon batterista